# Jorge Ortí
Jorge Ortí Gracia, né le 28 avril 1993 à Saragosse, est un footballeur espagnol qui évolue au poste d'attaquant au CD Teruel.

## Statistiques
| Saison                | Club                    | Championnat           | Championnat | Championnat | Coupe(s) nationale(s) | Coupe(s) nationale(s) | Total | Total |
| Saison                | Club                    | Division              | M.          | B.          | M.                    | B.                    | M.    | B.    |
| 2011-2012             | Real Saragosse          | Liga                  | 7           | 0           | 2                     | 1                     | 9     | 1     |
| 2012-2013             | Real Saragosse          | Liga                  | 6           | 0           | 1                     | 0                     | 7     | 0     |
| 2013-2014             | Real Saragosse          | Liga Adelante         | 6           | 0           | 1                     | 0                     | 7     | 0     |
| 2013-2014             | Villarreal CF B (prêt)  | Segunda División B    | 7           | 0           | -                     | -                     | 7     | 0     |
| 2014-2015             | Real Saragosse          | Liga Adelante         | -           | -           | -                     | -                     | 0     | 0     |
| 2015-2016             | Real Saragosse          | Liga Adelante         | 5           | 0           | 1                     | 0                     | 6     | 0     |
| 2016-2017             | Cultural Leonesa (prêt) | Segunda División B    | 32+2        | 9+0         | 5                     | 0                     | 39    | 9     |
| 2017-2018             | CD Tolède               | Segunda División B    | 25          | 3           | 1                     | 0                     | 26    | 3     |
| 2018-2019             | CD Teruel               | Segunda División B    | 8           | 2           | -                     | -                     | 8     | 2     |
| Total sur la carrière | Total sur la carrière   | Total sur la carrière | 98          | 14          | 11                    | 1                     | 109   | 15    |